# Habitation Loyola
L’habitation Loyola est une ancienne plantation coloniale située à Remire-Montjoly, dans le département de la Guyane, en France. Elle occupe une place centrale dans l’histoire économique de la Guyane de la première moitié du XVIIe siècle. Établissement esclavagiste administré par des religieux jésuites, ce site illustre la relation complexe, et largement méconnue, qu’entretint l’Église avec l’esclavage. À son apogée, Loyola couvrait plus de mille hectares, sur lesquels vivaient et travaillaient une population captive de 500 esclaves.
Depuis 1994, ses vestiges font l’objet d’une étude et d’une mise en valeur qui vise à révéler au public cet ensemble d’exception, devenu un lieu de promenade, de découverte et de mémoire de l’histoire coloniale.
Le site est inscrit sur la liste des monuments historiques, par arrêté du 11 octobre 1993.

## Histoire

### 1668: une plantation pour financer l'évangélisation

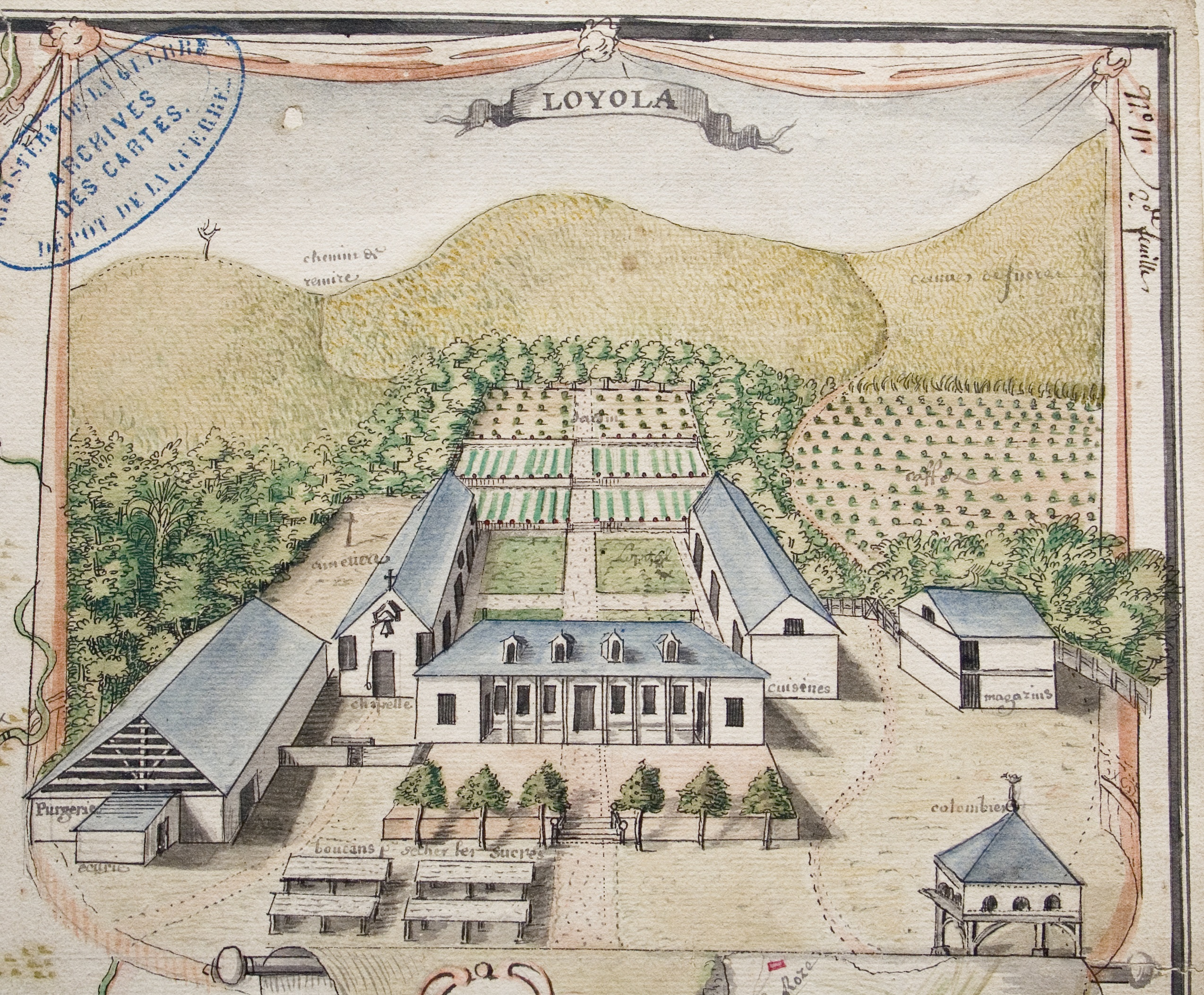
La plantation Loyola en 1730, par Hébert.

Les jésuites, membres de l’ordre religieux de la Compagnie de Jésus, fondé par saint Ignace de Loyola en 1540, sont arrivés en Guyane au milieu du XVIIe siècle. Fidèles à la vocation missionnaire de leur congrégation, les jésuites y sont venus avec le projet d’évangéliser les populations amérindiennes. Contraints de trouver des ressources propres pour financer leurs activités missionnaires, les religieux choisissent de fonder des habitations. L’habitation est un établissement agricole voué à la production de denrées destinées à l’exportation. Dans ces régions tropicales, on produit du sucre, du cacao, du café, du coton, de l’indigo. En Guyane, la production du roucou, plante tinctoriale rouge, occupe une grande place sur les petites habitations.
Cet établissement, fondé par le Père Jean Grillet en 1668, a été dédié à Loyola, nom du village natal de saint Ignace. Il a été formé par la réunion de deux propriétés, celle de Pinon de Quincy et celle d’un juif hollandais, Isaac Drago. Les débuts sont difficiles, et les religieux ont été parfois contraints de recourir à la charité publique. Cependant, l’habitation se développe progressivement et devient une sucrerie importante à la fin du XVIIe siècle. D’autres habitations sont fondées simultanément par les jésuites. Sur la Comté, l'habitation du Maripa et l'habitation Saint-Régis, et à Kourou l'habitation du Mont-Xavier.
Jusqu’à leur départ en 1764, les jésuites assuraient seuls tout le service spirituel de la colonie. Catéchèse des colons et des esclaves, enseignement, desserte des paroisses de Cayenne de Rémire et de Roura, missions auprès des Amérindiens. Si l’on ajoute la gestion de leurs habitations, on ne peut qu’être frappé en constatant, qu’une tâche aussi importante, ait été réalisée par une poignée d’hommes. En effet, en un siècle de présence en Guyane, on dénombre un total de cent jésuites. Selon les années, cinq à quinze jésuites étaient ainsi occupés à tous ces travaux.
À Loyola, l’activité sucrière occupe une place centrale jusqu’à son abandon vers 1754. À son apogée la sucrerie comptait deux moulins : l’un à bêtes l’autre à vent (1733) une chaufferie – vinaigrerie, une purgerie avec une étuve. Une importante poterie fournissait les milliers de formes à sucre et de pots de raffineurs nécessaires à la transformation du sucre.
Les jésuites y ont également développé la culture du café et du cacao. Un établissement annexe : Mont-Louis, fondé en 1722, accueillait la plus grande partie de ces productions.
L’habitation de Loyola a eu trois et probablement quatre lieux d’implantation différents. On ne connaît aujourd’hui que les deux derniers établissements, celui de Quincy, remontant à la fin du XVIIe siècle et l’actuel établissement, implanté entre 1720 et1730, qui consacre l’apogée de cet établissement.

### Suppression de l'ordre des jésuites en 1764
La décision du Parlement de Paris puis de Louis XV (1764) de supprimer l’ordre des jésuites entraîne le déclin et la disparition définitive de l’habitation en vers 1770.
Les vestiges de cet établissement ont été redécouverts en 1988 ; depuis cette date, l’habitation Loyola est l’objet d’études archéologiques, et d’aménagement pour un meilleur accueil du public.

## Vestiges préservés

### Maison de maître

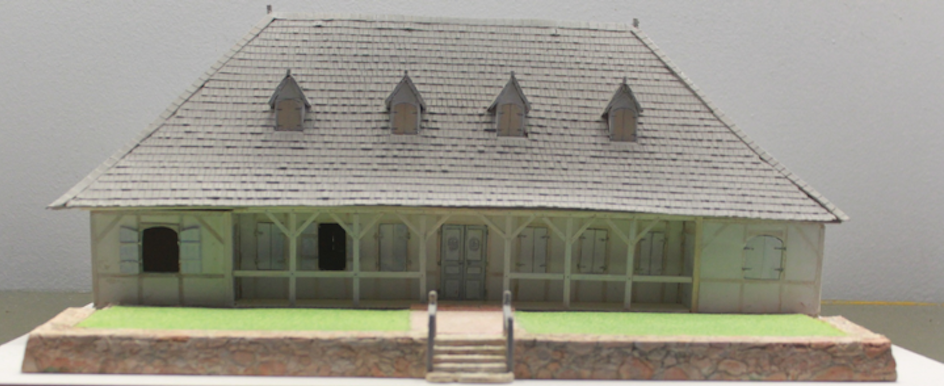
Maquette de la maison des jésuites de Loyola, restitution réalisée à partir des résultats des fouilles archéologiques de 2000.

Cette construction est très importante, autant par sa place, centrale dans l'organisation de cette habitation, que parce qu'elle représente un lieu historique majeur pour la Guyane. En effet, c'est dans cette maison que vécurent les jésuites Rullier et Crossard, acteurs importants de l'histoire religieuse locale; c'est dans ces murs que séjourna, en 1744, l’académicien Charles Marie de La Condamine, au retour de sa fameuse expédition dans les Andes. En 1762,  Jean-Baptiste Fusée-Aublet y commença ses travaux de détermination des plantes qui allaient le mener à la rédaction de ce monument de la littérature botanique : Histoire des plantes de la Guyane françoise… (1775),,,.
La maison de maître, ou case à maître, est la résidence du propriétaire d'une habitation. Sa position dominante permet de surveiller tout ce qui se passe dans les environs immédiats de l'habitation; par sa seule présence, cette maison rappelle, à tout instant aux esclaves, qu'ils sont placés sous le regard du maître. Elle était construite en charpente avec des murs en torchis sur un seul niveau. La toiture était recouverte de bardeaux de bois. Ses dimensions assez imposantes : 24 mètres sur 12, sa ventilation agréable, faisaient d'elle un séjour campagnard apprécié ; par les jésuites d'abord, mais aussi par le petit monde des notables de la colonie. Elle était facilement accessible par un chemin carrossable dallé, commodité très rare à cette époque, elle commandait un immense domaine bien cultivé, ornée d'un jardin à la française, pourvue d’attributs nobles : colombier et girouettes, d’un vignoble, dotée d'une cuisine bien bâtie qui recevait de l'extérieur des approvisionnements de toute sorte. La basse cour, le  jardin produisait des vivres en abondance, on y faisait le pain et même du vin.
Paradoxalement, la maison de Loyola n’était que très peu occupée. En 1735, l'inventaire des personnes vivant sur le domaine ne mentionne qu'un certain Philippe Choisela, commandeur sous les frères, âgé de 22 ans. Si l'on considère que cette même année on comptait en tout 7 pères jésuites assistés de 3 frères1 occupés au ministère des paroisses et surtout aux missions chez les Indiens dans toute l'étendue de la colonie, on peut imaginer que les jésuites ne séjournaient sur l'habitation pas plus que le temps strictement nécessaire.
On voit combien les dimensions imposantes de cette construction (plus de 250 m2 au sol) répondent moins à des nécessités pratiques qu'à une symbolique du pouvoir.
La maison de maître a été habitée jusqu'en 1768. Après cette date, on peut imaginer une ruine rapide du bâtiment, faute d'entretien, ou son démantèlement. Le démontage de la charpente, des murs et du toit, la récupération des portes et fenêtres, jusqu'à certains éléments de carrelage, a pu avoir lieu lors du transfert de l'habitation vers Beauregard.

### Cuisine-hôpital
Ce corps de bâtiment est construit en pierre, une pièce est occupée par un cuisine où se trouvent les vestiges d’un potager (sorte de cuisinière en maçonnerie). D’une grande cheminée avec  un four à pain.
L’hôpital occupe la pièce voisine. Adossé au mur de la cheminée, il est probable que la chaleur diffusée par la cuisine bénéficiait à l’hôpital. On pensait alors que la chaleur avait des vertus thérapeutiques et que sa diffusion ne pouvait être que favorable à la santé des malades. Il est accessible par deux portes répondant à la nécessité de séparer les hommes et les femmes.
La présence de cet établissement dans la zone résidentielle témoigne de la vocation «charitable» des religieux à l’égard de leurs esclaves. Ils étaient accueillis dans l’hôpital autant pour les soigner de leurs maladies que pour les préparer à une mort chrétienne, la chapelle et le cimetière sont en effet placés exactement dans son axe.

### Chapelle
Sans doute le plus ancien témoignage d’un édifice religieux chrétien en Guyane (antérieure à 1730). Elle est construite en bois et en torchis, Il ne reste de cette chapelle que les vestiges de son sol recouvert de carreaux de terre cuite.

### Cimetière

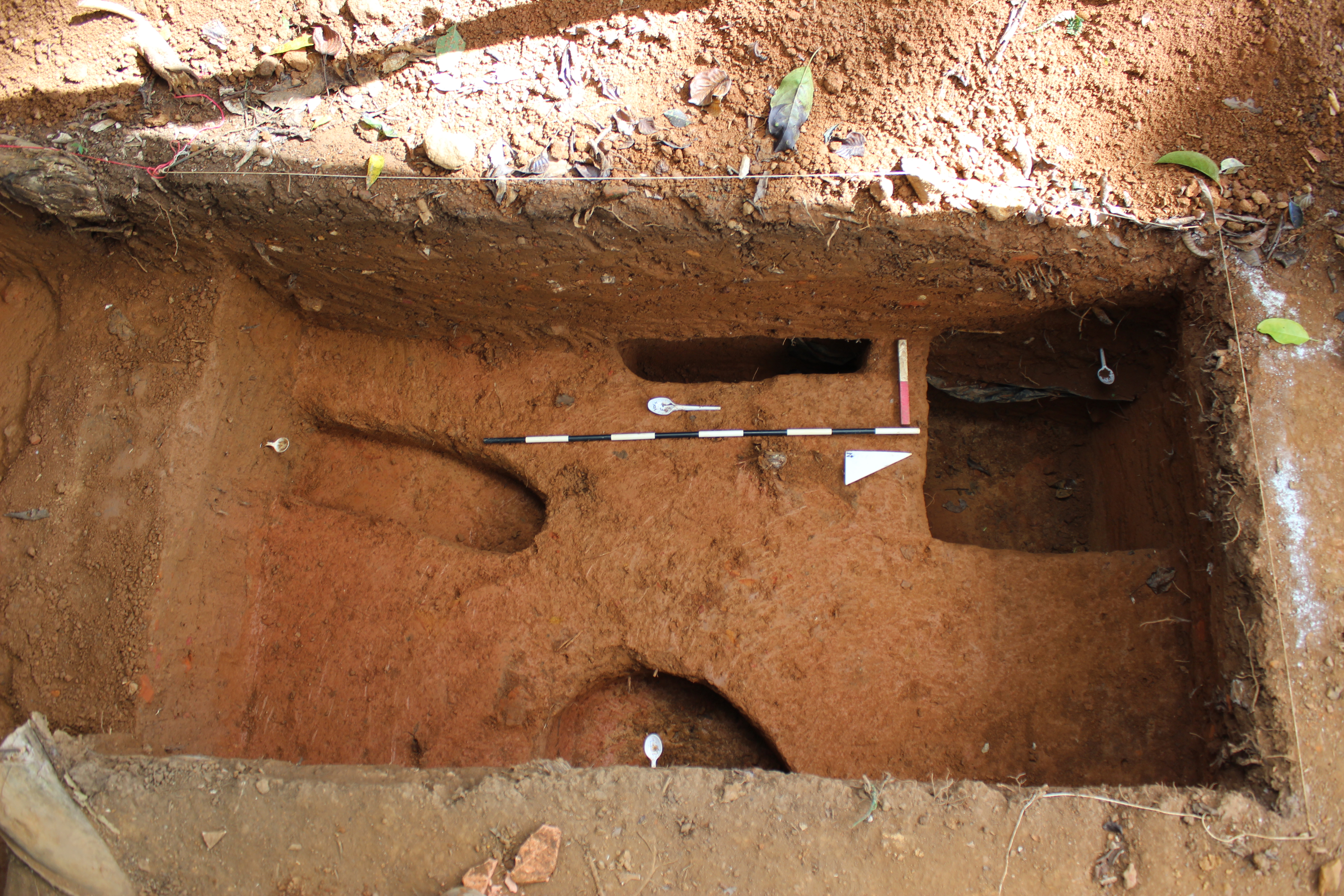
Fouille du cimetière de l'habitation Loyola en 2014 (fosses d'inhumation).

Le cimetière de l’habitation a fait l’objet de plusieurs campagnes de fouilles archéologiques qui ont permis de mettre au jour une quarantaine de fosses d’inhumation. Ses limites ont pu être établies avec sûreté. Plusieurs centaines de personnes y reposent, majoritairement des esclaves, mais aussi, selon les registres paroissiaux de Rémire, des Amérindiens, des Noirs libres, des colons. En 2017 un calvaire a été dressé pour marquer le centre de ce cimetière et perpétuer la mémoire des résidents de cette habitation.

### Magasin
Ce robuste bâtiment en pierre était construit originellement sur deux niveaux. On y conservait toutes les denrées et les instruments utiles à la bonne marche de l’établissement. Plusieurs campagnes de fouilles archéologiques ont permis de reconstituer un ensemble d’objets évocateurs de l’activité du magasin

### Forge
La forge est un bâtiment en pierre qui a été partiellement fouillé. On y a retrouvé un important ensemble d’objets de fer en relation avec cet atelier.

### Système d’adduction d’eau
On a retrouvé les vestiges de l’aqueduc qui alimentait en eau cette habitation. Long de trois cents mètres, il était alimenté par une source qui se trouve encore au pied du grand fromager que l’on admire en amont du site. Cet arbre, haut de 45 mètres est doté d’imposants contreforts qui se déploient sur une circonférence de 23 mètres.

### Purgerie
Il ne reste que les murs effondrés de ce vaste bâtiment de 30 mètres de long. Son nom vient de l’opération qui s’y déroulait et qui consister à purifier le sucre de la mélasse. On versait, dans des formes à sucre, grands cônes en terre cuite, le sucre brut. Les formes étaient emboîtées dans des grands vases destinés à recevoir la mélasse liquide. Après une décantation de plusieurs semaines, on démoulait les formes et on obtenait un pain de sucre cristallisé. Les mélasses pouvaient être distillées ou exportées. Cette purgerie, petit bâtiment confiné, chauffé par un poële possédait une étuve, où se terminait le séchage du sucre. On en a retrouvé les vestiges à l’angle nord de la purgerie.

### Indigoterie
Située à près de deux kilomètres du site principal, au fond de la baie du même nom, l’indigoterie des Jésuites, fondée vers 1740, utilisait l’eau du ruisseau de Rémire, près de son embouchure sur l’océan. Mais l’éloignement de cette manufacture s’explique aussi par sa production réputée nauséabonde. Les fouilles ont permis de retrouver une grande plate-forme de pierre regroupant toutes les installations de l’indigoterie, elle devait être protégée par une toiture végétale. Outre une aire de travail et un possible réservoir d’eau, on a excavé deux grands bassins identifiés comme une trempoire et une batterie. On note l’absence de la dernière cuve : le diablotin, l’indigo devait être recueilli dans la batterie par décantation

### Quartier des esclaves
Repéré par des plans anciens, le quartier des esclaves a été mi en évidence par des sondages archéologiques qui ont révélé des trous de poteaux, vestiges de cases d’esclaves. Près de 500 esclaves résidaient dans ce quartier qui se situe à hauteur du parking d’entrée du site.

### Moulin à vent

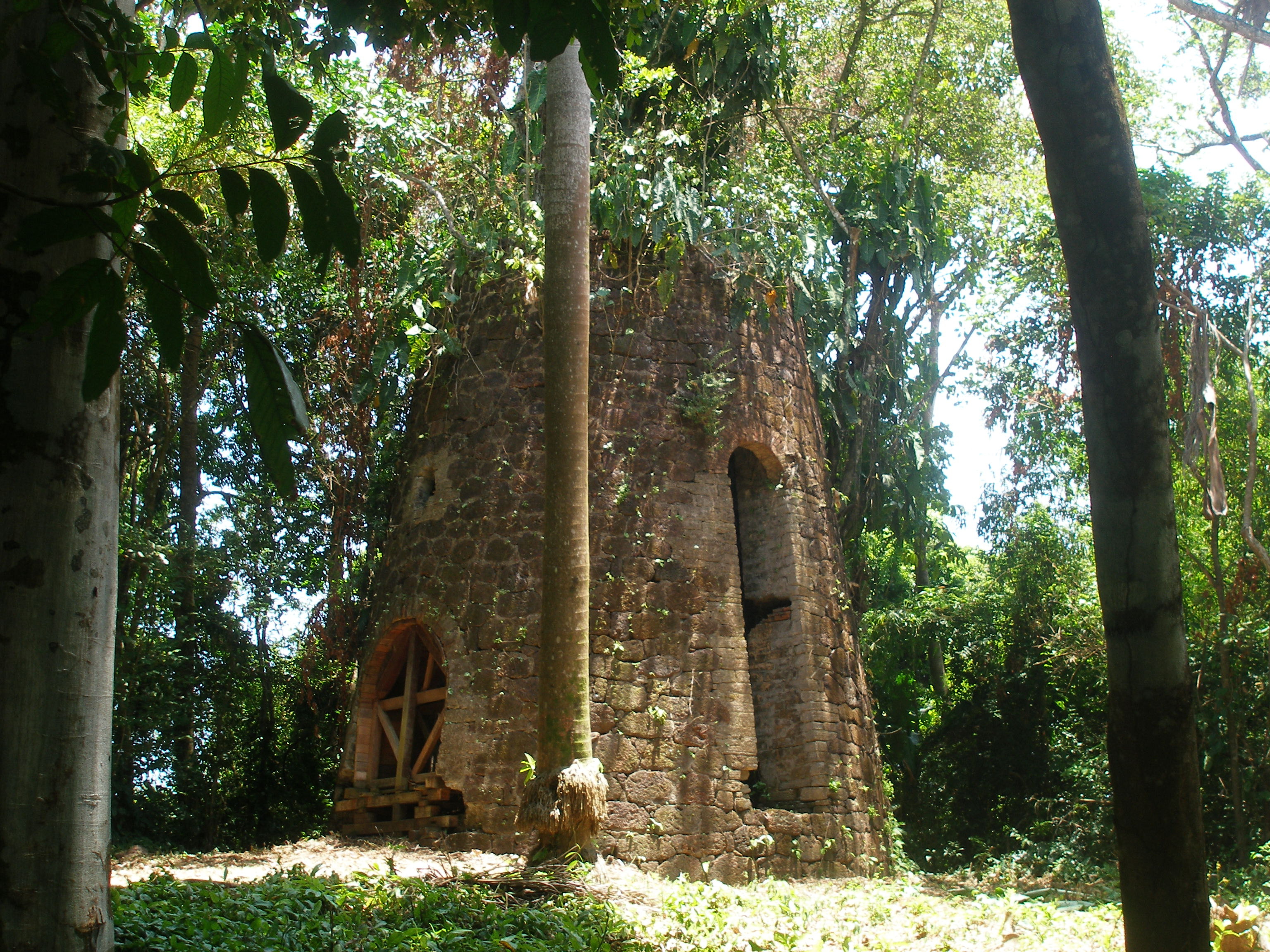
Vestige du moulin à vent des jésuites.

L’activité sucrière était très importante à Loyola. Dans la première moitié du XVIIIe siècle la sucrerie des jésuites a occupé la première place économique. La sucrerie est située sur la colline voisine d’une trentaine de mètres de hauteur, dite du moulin à vent. Il est traditionnel de tenir éloignée de la zone d’habitation cette activité bruyante et malodorante. Cette  tour, construite en pierre, porte une dédicace datée 1733. Le régime des vents, assez faibles et très irréguliers en Guyane, laisse supposer que ce moulin n’a pas beaucoup servi, il est d’ailleurs qualifié plus tard de « purement ostentatoire ». Le dégagement de cette construction, classée Monument historique, constitue la première étape d’une restauration de ce bâtiment sans équivalent en Guyane.

### Chaufferie / sucrerie
Un vaste ensemble de bâtiments, se déployant en façade sur près de 48 mètres avec une profondeur de 30 mètres, constitue les vestiges de la sucrerie des jésuites. Des documents nous apprennent que cette manufacture a été désaffectée en 1753. La partie opposée de ce bâtiment comporte trois fours, dont l’un a conservé la grille du foyer, que les archéologues  interprètent comme la vinaigrerie (ou distillerie) de l’habitation. Les textes de l’époque mentionnent que la production de sirop (mélasse) et de tafia (rhum de médiocre qualité) constituaient le principal débouché de cette manufacture dans sa période finale.

### Caffeterie
Deux bâtiments de 22 mètres de long, étagés sur les flancs de la colline du moulin à vent, ont été identifiés, en raison de leur forme allongée et de leur exposition plein sud, comme étant des ateliers de traitement et de séchage du café ou du cacao. Les jésuites ont été les premiers introducteurs de la culture du café en Guyane ; en outre ils contrôlaient l’accès aux forêts de cacao, situées au sud de la Guyane. Vers 1736, ils produisaient la moitié du café et du cacao de la colonie.

### Poterie
Les vestiges de cette importante poterie sont actuellement en cours d’étude.Elle est située dans une zone marécageuse située derrière l’hôtel de ville de Rémire. Les jésuites ont exploité les gisements d’argile d’origine marine de cette région qui présentent d’excellentes qualités potières. Ils fabriquaient des briques et des carreaux de terre cuite mais aussi des poteries domestiques et industrielles. Les travaux archéologiques ont été limités à des sondages de reconnaissance de cette grande poterie qui possédait plusieurs fours. On a pu mettre également en évidence une production de poteries vernissées, ce qui est rare, voire inédit, dans les ateliers coloniaux de cette époque.

## Programme d’étude et de mise en valeur
Depuis la redécouverte du site en 1988, Loyola a été l’objet de travaux visant à étudier ses vestiges. Un chantier archéologique a été initié en 1994 avec l’université de Caen et depuis 1997 avec l’Université Laval à Québec. La coïncidence des dates entre l’occupation de Loyola et celles de la Nouvelle-France a permis de réaliser de nombreuses études scientifiques à but comparatif.
Ces études se poursuivent encore tant le potentiel scientifique de cet ensemble est riche. Les terrains de la zone centrale du site ont été acquis par le Conservatoire du Littoral en 2007. Depuis cette date, des travaux déménagements ont été entrepris. Création d’un sentier de randonnée traversant tout le site jusqu’à la mer, aménagement de l’accueil des visiteurs, restauration des vestiges. La liaison des deux sites jésuites : Loyola et Moulin à vent est à l’étude, une liaison entre le sentier de Loyola et celui du Rorota est également en projet.
Bien placé, au centre de la zone urbaine de l’Ile de Cayenne, parvenu jusqu’à nous peu perturbé et dans une grande intégrité. Ce site est de plus en plus fréquenté, autant pour ses ruines que pour le paysage naturel où l’on peut apercevoir une faune protégée comme de grandes bandes de singes saïmiris. Le public scolaire de Guyane bénéficie d’un ensemble accessible et très évocateur qui illustre un moment très important de l’histoire de la Guyane, religion, économie et esclavage.

## Aublet à Loyola

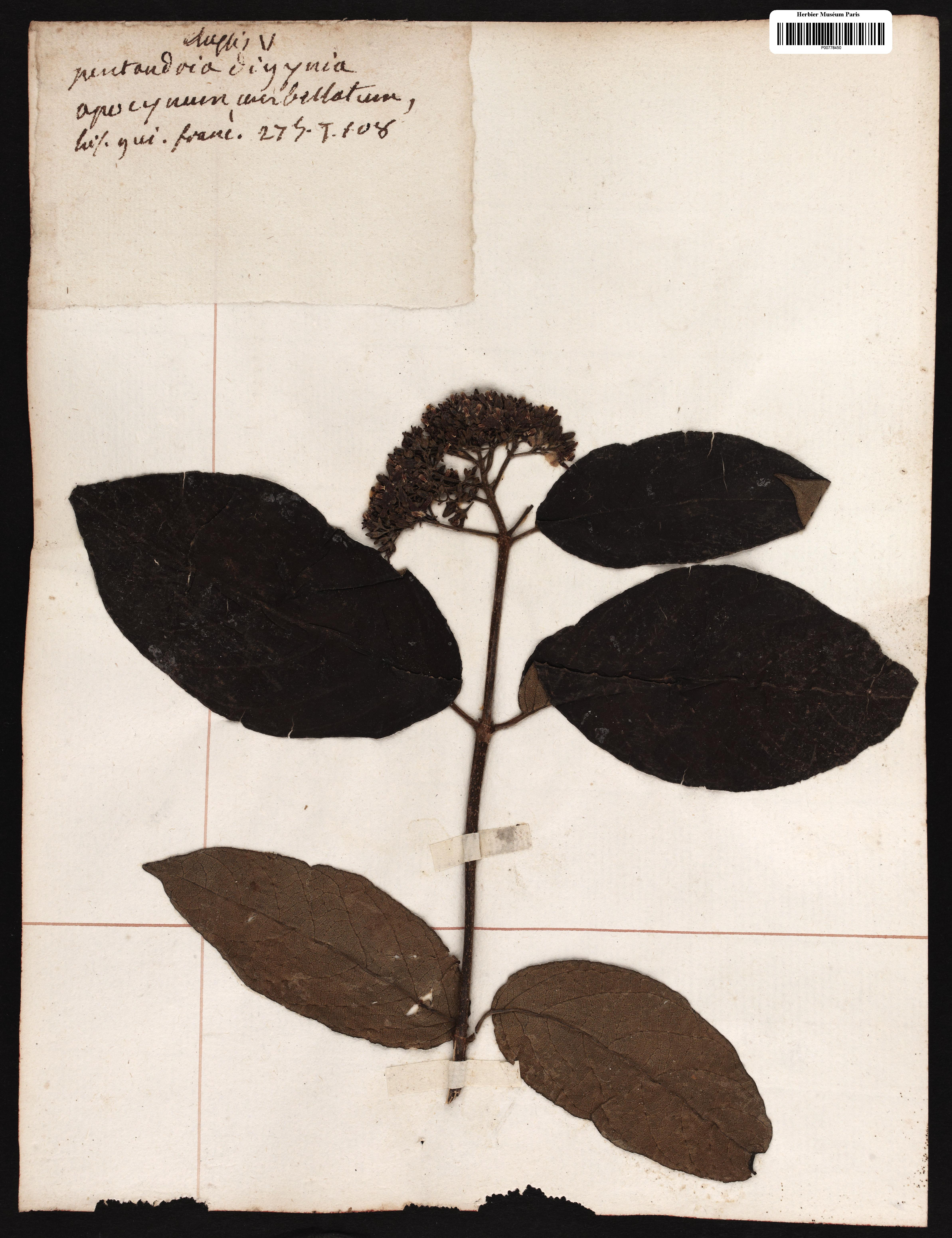
échantillon type de la liane rare Forsteronia umbellata (Aubl.) Woodson, 1935, collecté par Fusée-Aublet à l'habitation Loyola, probablement en janvier 1763.

Le botaniste Fusée-Aublet séjourna à l'habitation Loyola, lors de son passage en Guyane, entre 1762 et 1764.
Dans son livre Histoire des plantes de la Guiane françoise (1775),,,, il cite la présence à Loyola de 24 espèces de plantes, dont 17 qu'il décrivit comme nouvelles pour la science (au moins 13 l'étaient vraiment) :
| Famille (APG IV)            | Nom (Aublet, 1775)                                                    | Nom correct                                    | Écologie                              | Nom vulgaire (Aublet, 1775) | Citation (Aublet, 1775) |
| --------------------------- | --------------------------------------------------------------------- | ---------------------------------------------- | ------------------------------------- | --------------------------- | --- |
| Acanthaceae                 | Justicia coccinea Aubl., 1775                                         | Pachystachys coccinea (Aubl.) Nees, 1847       | sous-bois forestier                   | LA CARMANTINE rouge         | « Cette plante croît en pluſieurs endroits de l'île de Caïenne, ſurtout dans les lieux humides. Je l'ai obſervée au bord d'un ruiſſeau qui coule de la montagne de Loyola, et je l’ai trouvée aussi dans les environs de l'habitation de Madame du Billy, quelque temps après sur la montagne de Courou, au bord d’un ruisseau, où elle était en fleur et en fruit dans le mois d’octobre. » |
| Verbenaceae                 | Verbena lappulacea L., 1753                                           | Priva lappulacea (L.) Pers., 1806              | rudérale                              | -                           | « Cette plante ſe trouve aux environs de Loyola dans l'île de Caïenne. » |
| Primulaceae                 | Rapanea guianensis Aubl., 1775                                        | Myrsine guianensis (Aubl.) Kuntze, 1891        | lisière forêt/savane                  | LA RAPANE de la Guiane      | « J'ai trouvé cet arbriſſeau dans les boſquets des ſavanes de l'habitation de Loyola à Caïenne, & dans des endroits ſemblables de la Guiane. » |
| Plantaginaceae              | Bacopa aquatica Aubl., 1775                                           | idem                                           | zone inondée ouverte                  | LA BACOPE aquatique         | « Cette plante croît ſur le bord des ruiſſeaux de l'habitation de Loyola dans l'île de Caïenne. » |
| Apocynaceae                 | Apocynum umbellatum Aubl., 1775                                       | Forsteronia umbellata (Aubl.) Woodson, 1935    | forêt de terre ferme                  | L’APOCIN à ombelle          | « Il croiſſoit ſur des arbres qui bordent l'enclos de l'habitation de Loyola, dans l'île de Caïenne. » |
| Asphodelaceae               | Aloe perfoliata L., 1753                                              | idem                                           | cultivé                               | -                           | « Cette plante eſt cultivée dans le jardin de Loyola. » |
| Nyctaginaceae               | Guapira guianensis Aubl., 1775                                        | idem                                           | sous-bois forestier                   | LE GUAPIRE de la Guiane     | « Cet arbre croît dans les haies de l'habitation de Loyola. » |
| Lauraceae                   | Laurus cinnamomum L., 17753                                           | Cinnamomum zeylanicum J. Presl, 1825           | cultivé                               | BOIS DE CANNELLE            | « Le LAURIER Cannelier eſt cultivé dans l'île de Caïenne au jardin de Loyola & dans pluſieurs habitations. » |
| Fabaceae (Caesalpinioideae) | Cassia fistula L., 1753                                               | idem                                           | cultivé                               | -                           | « Cet arbre eſt cultivé au jardin de Loyola. » |
| Fabaceae (Caesalpinioideae) | Haematoxylum campechianum L., 1753                                    | idem                                           | cultivé                               | Le BOIS DE CAMPECHE         | « Cet arbre a été tranſporté à Caïenne, ou il eſt cultivé dans le jardin de Loyola, & à la ville dans le jardin du gouvernement. » |
| Melastomataceae             | Melastoma elegans Aubl., 1775                                         | Miconia crenata (Vahl) Michelang., 2017        | rudérale                              | LE MÉLASTOME élégant        | « on la trouve à Caïenne & dans les environs des habitations, ſur-tout au bas des murailles de Loyola. » |
| Myrtaceae                   | Psidium aromaticum Aubl., 1775                                        | Campomanesia aromatica (Aubl.) Griseb., 1860   | sous-bois forestier                   | LE GOYAVIER citronelle      | « II croît communément dans l'île de Caïenne & dans la Guiane. Je l'ai trouvé en fleur ſur la route de Loyola, dans le mois de Décembre, & en fruit dans le mois de Février, à Caux chez Madame Mittiſeu. » |
| Myrtaceae                   | Eugenia mini Aubl., 1775                                              | Eugenia biflora (L.) DC., 1828                 | savane                                | LE JAMBOLIER Mini           | « Je l'ai d'abord trouvé dans les forêts déſertes, voiſines de la rivière de Sinémari, à quarante lieues de ſon embouchure. Je l'ai enſuite obſervé à Loyola, dans l'île de Caïenne. » |
| Myrtaceae                   | Eugenia uniflora L., 1753                                             | idem                                           | cultivé                               | -                           | « Ce Jambolier eſt cultivé dans les jardins, ſur-tout à Loyola, chez Mlle. Teiſſier, au canton dit la Pointe. » |
| Lamiaceae                   | Scutellaria havanensis Jacq., 1762 (probable erreur d'identification) | idem                                           | rudérale                              | -                           | « Elle croît ſur le chemin de Loyola, en allant chez Madame Dubilly. » |
| Verbenaceae                 | Tamonea spicata Aubl., 1775                                           | idem                                           | savane                                | LA TAMONE de la Guiane      | « Cette plante vient dans l'île de Caïenne, ſur le bord des ſentiers & des chemins. Elle croît plus abondamment ſur la route de Loyola, allant à l'habitation de Madame Dubilly. » |
| Malvaceae                   | Bombax globosum Aubl., 1775                                           | Eriotheca globosa (Aubl.) A.Robyns, 1963       | forêt de terre ferme (ici cultivé)    | LE FROMAGER à fruit rond    | « L’on trouve une avenue de ces Fromagers en ſortant de Loyola pour aller à la crique du même nom. » |
| Euphorbiaceae               | Mabea piriri Aubl., 1775                                              | idem                                           | lisière forestière – forêt secondaire | LE MABIER Calumet           | « Je l'ai trouvé dans l'île de Caïenne, aux environs de la ville, & a Loyola ; il croît auſſi dans la terre ferme, au Comté, & ſur les bords de la rivière de Sinémari. » |
| Poaceae                     | Pariana campestris Aubl., 1775                                        | idem                                           | sous-bois forestier                   | LA PARIANE de la Guiane     | « Cette plante croît dans les bois de l'île de Caïenne, & ſur la route qui conduit à Loyola. » |
| Euphorbiaceae               | Hippomane biglandulosa L., 1763                                       | Sapium glandulosum (L.) Morong, 1893           | forêt marécageuse / arrière-mangrove  | FIGUIER(?)                  | « On trouvé cet arbre dans l'île & à la grande terre, en ſortant de la barrière de Madame Dubilly, & allant à Loyola. » |
| Euphorbiaceae               | Maprounea guianensis Aubl., 1775                                      | idem                                           | lisière forestière – forêt secondaire | LE MAPROUNIER de la Guiane  | « Cet arbre vient dans l'île de Caïenne, dans les prairies de Loyola. » |
| Dilleniaceae                | Tigarea dentata Aubl., 1775                                           | Doliocarpus dentatus (Aubl.) Standl., 1925     | lisière forestière – forêt secondaire | LE TIGARIER velu            | « Cet arbriſſeau croît dans les bois de l'Iſle de Caïenne, & principalement ſur la route qui conduit de Loyola à l'habitation de Mr de Macaye. » |
| Achariaceae                 | Mayna odorata Aubl., 1775                                             | idem                                           | sous-bois forestier                   | LA MAYNE odorante           | « Je l'ai trouvé dans l'île de Caïenne, le long de la route qui conduit au jardin de l'habitation de Loyola, dans le mois de Décembre. » |
| Fabaceae (Mimosoideae)      | Mimosa guianensis Aubl., 1775                                         | Stryphnodendron guianense (Aubl.) Benth., 1875 | forêt de terre ferme                  | LA CASSIE de la Guiane      | « On trouvé cette Caſſie dans l'île de Caïenne, ſur le chemin qui conduit de la ville à Loyola. » |

### Ouvrage lié à l'habitation Loyola
L'habitation Loyola est un des lieux où se déroule l'intrigue du premier cycle (tome 1 à 6) de la série de bande dessinée L'Épervier de Patrice Pellerin aux éditions Dupuis, collection Repérages, 1997.